# Okuruto Noboru
Okuruto Noboru Inc. (株式会社オクルトノボル Kabushiki-gaisha Okuruto Noboru?) es un estudio de animación japonés establecido el 1 de diciembre de 2017.

## Historia
Establecido en 2017 por Wani Furuguchi, quien trabajó en Gonzo después de trabajar en David Production como productor de línea de Hyperdimension Neptunia: The Animation, y el personal que produjo Planetarian.
El 1 de agosto de 2022, se estableció un nuevo equipo de gestión del departamento de desarrollo comercial con el objetivo de apoyar a varios creadores, escritores, actores de doblaje y artistas involucrados en la producción de animación y el entretenimiento en general. El 8 de agosto del mismo año, la oficina central se trasladó del edificio Mutsumi Ikebukuro 3F, 2-41-8 Minami-Ikebukuro, Toshima, Tokio al edificio Rikuo Nishi-Ikebukuro 4F, 5-26-19 Nishi-Ikebukuro, Toshima, Tokio.

## Trabajos

### Series de televisión
| Año  | Título                                                                                | Director(es)            | Fecha de primera transmisión | Fecha de última transmisión | Eps. | Notas                                                                                                | Refs.               |
| ---- | ------------------------------------------------------------------------------------- | ----------------------- | ---------------------------- | --------------------------- | ---- | --- | ------------------- |
| 2018 | Akanesasu Shōjo                                                                       | Jin Tamamura Yūichi Abe | 1 de octubre de 2018         | 17 de diciembre de 2018     | 12   | Historia original. Cooproducción junto a Jūmonji y DandeLion Animation Studio.                       | [ 4 ]               |
| 2021 | Ore dake Haireru Kakushi Dungeon: Kossori Kitaete Sekai Saikyou                       | Kenta Ōnishi            | 8 de enero de 2021           | 26 de marzo de 2021         | 12   | Adaptación de las novelas ligeras escritas por Meguru Seto e ilustradas por Note Takehana.           | [ 5 ]               |
| 2021 | Isekai Maou to Shoukan Shoujo no Dorei Majutsu Ω                                      | Satoshi Kuwabara        | 8 de abril de 2021           | 10 de junio de 2021         | 10   | Secuela de Isekai Maou to Shoukan Shoujo no Dorei Majutsu. Cooproducción junto a Tezuka Productions. | [ 6 ]               |
| 2022 | Tomodachi Game                                                                        | Hirofumi Ogura          | 5 de abril de 2022           | 21 de junio de 2022         | 12   | Adaptación del manga escrito por Mikoto Yamaguchi e ilustrado por Yuuki Satou.                       | [ 7 ]               |
| 2024 | Sokushi Cheat ga Saikyō Sugite, Isekai no Yatsura ga Marude Aite ni Naranain Desu ga. | Masakazu Hishida        | 5 de enero de 2024           | 22 de marzo de 2024         | 12   | Adaptación de las novelas ligeras escritas por Tsuyoshi Fujitaka e ilustradas por Chisato Naruse.    | [ 8 ]               |
| 2024 | One Room, Hi Atari Futsū, Tenshi Tsuki.                                               | Kenta Ōnishi            | 6 de abril de 2024           | 22 de junio de 2024         | 12   | Adaptación del manga escrito e ilustrado por Matoba.                                                 | [ 9 ] [ 10 ] [ 11 ] |
| 2024 | Kenka Dokugaku                                                                        | Masakazu Hishida        | 11 de abril de 2024          | 27 de junio de 2024         | 12   | Adaptación del manhwa escrito por Taejun Pak e ilustrado por Kim Junghyun.                           | [ 12 ] [ 13 ]       |
| 2025 | Fugūshoku (Kanteishi) ga Jitsu wa Saikyō Datta                                        | Kenta Ōnishi            | 9 de enero de 2025           | 27 de marzo de 2025         | 12   | Adaptación de las novelas ligeras escritas por Tsuyoshi Fujitaka e ilustradas por Chisato Naruse.    | [ 14 ]              |
| 2025 | Kakkō no Iinazuke Season 2                                                            | Masakazu Hishida        | 8 de julio de 2025           | —                           | 12   | Secuela de Kakkō no Iinazuke.                                                                        | [ 15 ] [ 16 ]       |
| 2026 | Kirei ni Shite Moraemasu ka                                                           | Kenta Ōnishi            | 2026                         | —                           | —    | Adaptación del manga escrito e ilustrado por Mitsuru Hattori.                                        | [ 17 ]              |

### OVAs
| Año  | Título                                                   | Director(es)   | Fecha de primera transmisión | Fecha de última transmisión | Eps. | Notas                                                           | Refs.                |
| ---- | -------------------------------------------------------- | -------------- | ---------------------------- | --------------------------- | ---- | --------------------------------------------------------------- | -------------------- |
| 2019 | Choujigen Game Neptune The Animation: Nep no Natsuyasumi | Masahiro Mukai | 8 de julio de 2019           | 8 de julio de 2019          | 1    | Adaptación del videojuego de rol desarrollado por Idea Factory. |                      |
| 2021 | Planetarian: Snow Globe                                  | Jin Tamamura   | 20 de enero de 2021          | 20 de enero de 2021         | 1    | Adaptación de la novela visual desarrollada por Key.            | [ 18 ] [ 19 ] [ 20 ] |